# Rocamadour
Rocamadour é uma comuna francesa na região administrativa de Occitânia, no departamento de Lot, sudoeste da França. Fica na antiga província de Quercy.
Rocamadour - "roc amator, amante das rochas" - é um ponto turístico e de peregrinação, e permite uma bela vista de um afluente do rio Dordonha.
Segundo a tradição, lá viveu o eremita Zaqueu de Jericó, morto por volta de 70 d.C., que amava as rochas, tendo cavado um eremitério numa delas. Ele teria trazido para Rocamadour a estátua da Virgem Negra, que no entanto é datada do séc. IX. Depois que foram reportados muitos milagres atribuídos ao túmulo de Zaqueu e ao santuário da Virgem, peregrinos famosos estiveram em Rocamadour, entre eles:
- São Bernardo
- São Domingos
- talvez Carlos Magno, ao ir lutar contra os mouros

- Rolando
- Leonor da Aquitânia
- Henrique II da Inglaterra
- Branca de Castela
- Luís IX da França
- Carlos IV da França
- Luís XI da França
- Jacques Cartier

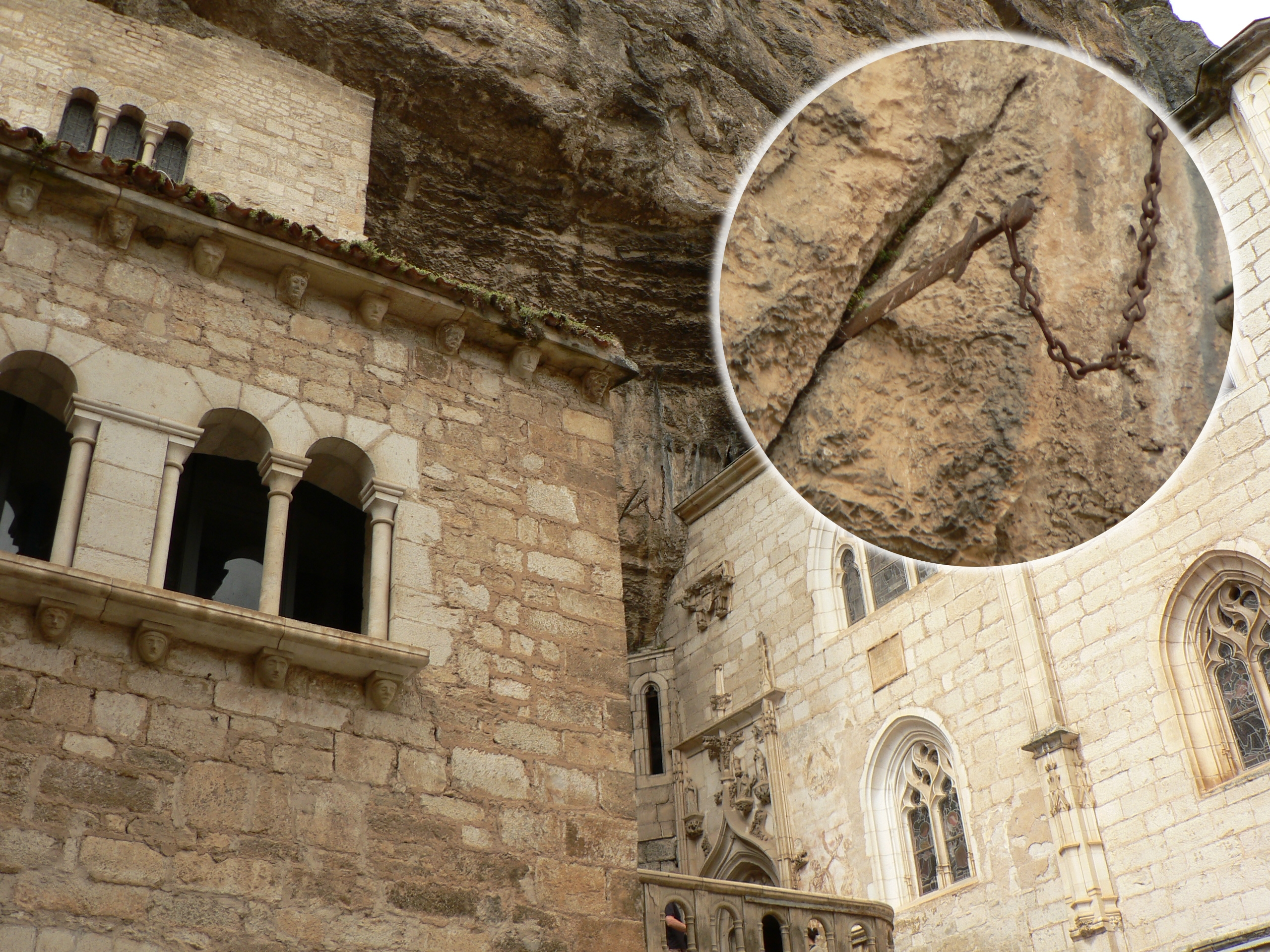
Fragmento considerado de Durandal, em Rocamadour.

- Francis Poulenc, que escreveu depois Litanies à la Vierge Noire
- Sœur Emmanuelle

A capela do santuário da Virgem, que fica num complexo de construções monásticas, é atingida por uma escada de 216 degraus, que os peregrinos ainda hoje sobem de joelhos.
Em Rocamadour é feito um queijo de cabra que leva o nome da cidade.